# Upper Baker Dam

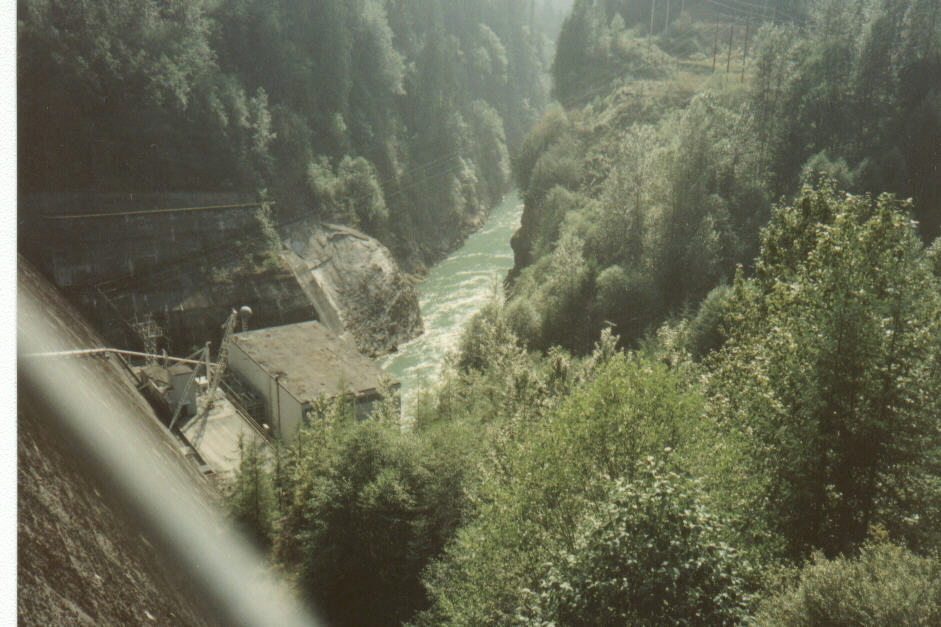
Upper Baker Dam (2007)

Der Upper Baker Dam ist ein Staudamm, der den Baker River im Whatcom County im US-Bundesstaat Washington aufstaut. Er ist einer von zwei Dämmen am Fluss. Der andere, der Lower Baker Dam, befindet sich wenige Meilen stromabwärts. Der Damm produziert elektrische Energie und dient dem Hochwasserschutz.
Der Bau wurde 1959 von der Puget Sound Energy als Teil eines Energieerzeugungsplans, des Baker River Hydroelectric Project, abgeschlossen. Der Damm stellt eine 95 m hohe und auf der Krone 370 m lange Gewichtsstaumauer aus Beton dar, dessen Kraftwerk mit einer Leistung von 91 MW jährlich 337,35 Mio. kWh Strom produzieren soll. Es wird von drei Leitungen mit einer Gesamtkapazität von 2.500 Kubikmetern je Sekunde gespeist. Der Stausee bedeckt 19 km² und enthält etwa 352 Mio. m³ Wasser.